# 伯纳德·布罗迪 (生物化学家)
伯纳德·貝里爾·布罗迪（英語：Bernard Beryl Brodie，1907年8月7日—1989年2月28日），英国生物化学家。1940年代至1950年代专注于现代药理学研究，并将该学科堆到现代科学的前台。他是药物代谢研究领域的重要人物。布罗迪是美国国家科学院院士，并且是国家卫生研究院国家心肺血液研究所化学药理学实验室的创立者和前任主任。

## 早年生活与教育
伯纳德·布罗迪1907年出生于英国利物浦，本科在麦吉尔大学就读，1935年在纽约大学获得了化学博士学位，随后留校工作并担任副教授。1950年，他进入国家卫生研究院，带领药理学实验室直到退休。